# Szara Sowa (film)
Szara Sowa (ang. Grey Owl) – kanadyjsko-brytyjski dramat biograficzny z 1999 roku w reżyserii Richarda Attenborough. Zdjęcia kręcono w Kanadzie (prowincje Quebec i Saskatchewan) oraz w angielskim miasteczku Hastings.

## Opis fabuły
Film przedstawia historię Archibalda Stansfelda Belaneya, który zafascynowany życiem  Indian, postanowił zostać jednym z nich i stał się znany jako Indianin Szara Sowa, ukrywając przy tym swoje prawdziwe korzenie. Jako Szara Sowa daje płatne pokazy indiańskich obyczajów, pisze publikacje o tej tematyce, poznaje też wywodzącą się z plemienia Odżibwejów dziewczynę o imieniu Anahareo. Z biegiem czasu Szara Sowa i Anahareo wiodą wspólne życie w kanadyjskiej dziczy. Szara Sowa odwiedza również swój dawny kraj, Anglię, gdzie przedstawia historie indiańskie jako rzekomy Indianin. Pewnego dnia zjawia się u niego dziennikarz, który wypytuje o Archibalda Belaneya. Po jego śmierci dziennikarz ujawnia prawdziwą tożsamość Szarej Sowy.

## Obsada
- Pierce Brosnan – Szara Sowa
- Annie Galipeau – Anahareo / Gertrude „Pony” Bernard
- Nathaniel Arcand – Ned Biały Niedźwiedź
- Graham Greene – Jim Bernard
- Jimmy Herman – wódz Pete Misel
- Vlasta Vrana – Harry Champlin
- Noël Burton – reporter